# The Remix
The Remix är ett remixalbum av Lady Gaga. Det utgavs den 10 mars 2010.

## Låtlista
1. "Just Dance" (Richard Vission Remix) (featuring Colby O'Donis) - 6:15
2. "Poker Face" (LLG vs. GLG Radio Mix Remix) - 4:03
3. "LoveGame" (Chew Fu Ghettohouse Fix) (featuring Marilyn Manson) - 5:21
4. "Eh, Eh (Nothing Else I Can Say)" (Frankmusik Remix) - 3:49
5. "Paparazzi" (Stuart Price Remix) - 3:21
6. "Boys Boys Boys" (Manhattan Clique Remix) - 2:50
7. "The Fame" (Glam as You Remix) - 3:57
8. "Bad Romance" (Starsmith Remix) - 4:57
9. "Telephone" (Passion Pit Remix) (featuring Beyoncé Knowles) - 5:14
10. "Alejandro" (The Sound of Arrows Remix) - 3:59
11. "Dance in the Dark" (Monarchy 'Stylites' Remix) - 6:10
12. "Just Dance" (Deewaan Remix) (featuring Ashking, Wedis, Lush, and Young Thoro) - 4:16
13. "LoveGame" (Robots to Mars Remix) - 3:12
14. "Eh, Eh (Nothing Else I Can Say)" (Pet Shop Boys Remix) - 2:49
15. "Poker Face" (Live at The Cherrytree House Piano & Voice Version) - 3:39
16. "Bad Romance" (Grum Remix) - 4:53
17. "Telephone" (Alphabeat Remix) (featuring Beyoncé Knowles) - 4:48